# Amore che
Amore che è il primo album di Serena Rossi. L'album contiene cinque brani, eseguiti anche nella soap opera Un posto al sole dove la Rossi interpreta la cantante Carmen Catalano. Le musiche sono di Antonio Anonna, l'album è edito da Rai Trade e da Grundy Italia.

## Brani
testi e musiche di franco fasano
- 1. Amore che
- 2. Parole d'amore
- 3. Innamorati di me
- 4. Una bella giornata
- 5. Questo tempo (Portami con te)